# David Turnbull (Fußballspieler)
David Turnbull (* 10. Juli 1999 in Wishaw) ist ein schottischer Fußballspieler, der bei Cardiff City unter Vertrag steht.

## Karriere

### Verein
David Turnbull wurde im Jahr 1999 in Wishaw in der Region North Lanarkshire geboren. Nach vier Jahren bei den Newmains Hammers spielte er ab dem Alter von neun Jahren beim FC Motherwell, einem 6 km westlich von Wishaw beheimateten Fußballverein. Mit der U-20-Mannschaft des Vereins gewann er im Jahr 2016 den Scottish Youth Cup. Am 10. Februar 2018 gab er sein Profidebüt, als er im Achtelfinale des schottischen Pokals gegen den FC Dundee in der Nachspielzeit für Carl McHugh eingewechselt wurde. Im Mai kam er zu zwei Einsätzen in der Scottish Premiership.
Im August 2020 wechselte er für eine Ablösesumme von drei Millionen Pfund zu Celtic Glasgow.
Im Februar 2024 wurde er von Cardiff City verpflichtet.

### Nationalmannschaft
David Turnbull kam im Jahr 2014 zu einem Einsatz in der schottischen U16 gegen Wales. Seit 2017 ist er in der U19 aktiv. Sein Debüt gab er dabei gegen Frankreich. In seinem dritten Länderspiel in dieser Altersklasse gelang ihm gegen Österreich das erste Tor im Nationaltrikot. Zur Fußball-Europameisterschaft 2021 wurde er in den schottischen Kader berufen, kam aber mit diesem nicht über die Gruppenphase hinaus.

## Erfolge
mit Celtic Glasgow:
- Schottischer Meister: 2022, 2023, 2024
- Schottischer Pokalsieger: 2023
- Schottischer Ligapokal: 2022, 2023